# مادس بيدرسن
مادس بيدرسن (بالدنماركية: Mads Pedersen)‏ (و. 1995  م) هو راكب دراجة هوائية دنماركي، ولد في الدنمارك.

## سباقات أو مراحل فاز بها
| التاريخ        | السباق                                                    | المركز                                                                                          |
| -------------- | --------------------------------------------------------- | ----------------------------------------------------------------------------------------------- |
| 01 يناير 2013  | سباق الطريق للشبان في بطولة العالم 2013                   |                                                                                                 |
| 07 أبريل 2013  | Paris-Roubaix Juniors 2013                                |                                                                                                 |
| 01 مايو 2014   | 2014 Eschborn–Frankfurt Under–23                          |                                                                                                 |
| 15 يونيو 2014  | فيين روندت 2014                                           |                                                                                                 |
| 18 أبريل 2015  | زي إل إم تور 2015                                         |                                                                                                 |
| 10 مايو 2015   | أربعة أيام من دونكيرك 2015                                | الثاني في تصنيف أفضل شاب، السادس في التصنيف العام                                               |
| 31 مايو 2015   | طواف ديف يغد 2015                                         | العاشر في تصنيف النقاط، الثالث في تصنيف أفضل شاب، الثامن في التصنيف العام                       |
| 01 يناير 2016  | 2016 Kattekoers                                           |                                                                                                 |
| 31 مارس 2016   | ثلاثة أيام من دي بان 2016                                 | الثامن في التصنيف العام                                                                         |
| 22 مايو 2016   | طواف النرويج 2016                                         | الأول في تصنيف الجبال                                                                           |
| 11 يونيو 2016  | فيين روندت 2016                                           |                                                                                                 |
| 25 يونيو 2017  | سباق الطريق للرجال في بطولة الدنمارك 2017                 | الأول في التصنيف العام                                                                          |
| 25 أغسطس 2017  | تور دو بويتو-شارنتيس 2017                                 | الأول في التصنيف العام، الأول في تصنيف أفضل شاب، الخامس في تصنيف النقاط، الثامن في تصنيف الجبال |
| 16 سبتمبر 2017 | دانمارك روندت 2017                                        | الأول في التصنيف العام، الأول في تصنيف أفضل شاب، الأول في تصنيف النقاط                          |
| 16 يونيو 2018  | فيين روندت 2018                                           | الأول في التصنيف العام                                                                          |
| 22 سبتمبر 2018 | سباق يوروميتروبول 2018                                    | الأول في التصنيف العام                                                                          |
| 22 سبتمبر 2019 | جراند بريكس دي إسبيرجوس 2019                              |                                                                                                 |
| 29 سبتمبر 2019 | بطولة العالم لسباق الدراجات على الطريق 2019 – سباق الطريق | الأول في التصنيف العام                                                                          |
| 03 أكتوبر 2020 | بينك باك تور 2020                                         | الأول في تصنيف النقاط، الخامس في التصنيف العام                                                  |
| 11 أكتوبر 2020 | غنت-وفلجم 2020                                            | الأول في التصنيف العام                                                                          |
| 28 فبراير 2021 | كرونا بروكسل 2021                                         | الأول في التصنيف العام                                                                          |
| 14 أغسطس 2021  | طواف الدنمارك 2021                                        | الأول في تصنيف النقاط، الثاني في التصنيف العام                                                  |
| 16 أغسطس 2021  | 2021 Tour de Charlottenlund                               | الأول في التصنيف العام                                                                          |
| 06 فبراير 2022 | نجم بسجس 2022                                             | الأول في تصنيف النقاط                                                                           |
| 08 أبريل 2022  | سباق حلبة دي لا سارث 2022                                 | الأول في تصنيف النقاط                                                                           |
| 22 مايو 2022   | طواف فين 2022                                             | الأول في التصنيف العام                                                                          |
| 19 يونيو 2022  | طواف بلجيكا 2022                                          | الأول في تصنيف النقاط، السابع في التصنيف العام                                                  |
| 11 سبتمبر 2022 | طواف إسبانيا 2022                                         | الأول في تصنيف النقاط                                                                           |
| 19 أغسطس 2023  | طواف الدنمارك 2023                                        | الأول في التصنيف العام، الأول في تصنيف النقاط                                                   |
| 20 أغسطس 2023  | أوروآيز الكلاسيكي 2023                                    | الأول في التصنيف العام                                                                          |
| 17 سبتمبر 2023 | جراند بريكس دي إسبيرجوس 2023                              |                                                                                                 |
| 04 فبراير 2024 | نجم بسجس 2024                                             | الأول في التصنيف العام، الأول في تصنيف النقاط                                                   |
| 11 فبراير 2024 | طواف بروفانس 2024                                         | الأول في التصنيف العام، الأول في تصنيف النقاط، السابع في تصنيف الجبال                           |
| 24 مارس 2024   | غنت-وفلجم 2024                                            | الأول في التصنيف العام                                                                          |
| 25 أغسطس 2024  | دويتشلاند تور 2024                                        | الأول في التصنيف العام، الثاني في تصنيف النقاط                                                  |
| 16 فبراير 2025 | طواف بروفانس 2025                                         | الفائز في التصنيف العام                                                                         |
| 16 مارس 2025   | باريس-نيس 2025                                            | الأول في تصنيف النقاط                                                                           |
| 30 مارس 2025   | غنت-وفلجم 2025                                            | الأول في التصنيف العام                                                                          |

## روابط خارجية
- مادس بيدرسن على موقع الاتحاد الدولي للدراجات (الإنجليزية)
- مادس بيدرسن على موقع أرشيف الدراجات (الإنجليزية)
- مادس بيدرسن على موقع إحصائيات الدراجات الإحترافية (الإنجليزية)
- مادس بيدرسن على موقع نسبة الدراجات (الإنجليزية)
- مادس بيدرسن على موقع CycleBase (الإنجليزية)